# Táncsics Mihály Kollégium
A Táncsics Mihály Kollégium (más néven Középiskolai Fiúdiákotthon, Táncsics Mihály Középiskolai Fiúkollégium, Táncsics Mihály Speciális Fiúkollégium és Táncsics Mihály Tehetséggondozó Kollégium) 1967 és 2017 között Budapest egyik középiskolai tehetséggondozó intézménye volt. Eredeti célkitűzése a budapesti fizikai dolgozók gyermekeinek a felsőoktatási felvételire és az értelmiségi létre való felkészítése volt. A bekerülési feltételek az évtizedek során változtak, és a rendszerváltást követően tehetséges középiskolai diákok szakkollégiumaként működött egészen 2017-es megszűnéséig.

## Története
A Táncsics Mihály Kollégiumot 1967-ben alapította a Fővárosi Tanács a II. kerületi Keleti Károly utca 37/B alatti épületrészben. A diákok 1967. december 11-étől költözhettek be az intézménybe. Alapításától 1973-ig Középiskolai Fiúdiákotthon volt a neve. 
1973-ban kollégiumi címet kapott, és felvette Táncsics Mihály nevét. Hivatalos neve 1973. március 15-től Táncsics Mihály Középiskolai Fiúkollégium lett.
1986-ban összevonták a hasonló profilúvá átalakított Kulich Gyula Kollégiummal, és az összevont intézmény Táncsics Mihály Speciális Fiúkollégium néven beköltözött a Dienes László (későbbi Ötpacsirta) utca 4. számú épületbe.
1992-ben újra költözött az intézmény: ezúttal a XI. kerületi Latinka Sándor (későbbi Rátz László) utca 3–7. szám alatti hatalmas kollégiumi épületbe, amelyben az addig Sziklai Sándor Kollégium néven működő intézménnyel összevonták. A létrejött új intézmény átvette a Táncsics Mihály Kollégium nevet, amelyen belül önálló szervezeti egységként, saját pedagógiai programmal, Speciális részleg néven működött tovább az 1967-ben alapított eredeti intézmény.
1994-től lányok is felvételt nyerhettek a Speciális részlegbe.  
2007-ben az intézmény nevét Táncsics Mihály Tehetséggondozó Kollégiumra változtatták. 
2017-re a Speciális részleg pedagógiai programja elhalt, maga a részleg önálló szervezeti egységként megszűnt létezni.

## Képzése, működése
A kollégiumot speciális céllal alapította Budapest Főváros Tanácsa, működése alapvetően eltért más kollégiumokétól három jellemzője miatt:
1. A kollégiumba helybéli, azaz budapesti diákokat vettek csak fel, és minden hétvégére bezárt az épület. Ezt a szabályt az első 10 évben annyira komolyan vették, hogy ha mégis valaki vidéki lakosként nyert felvételt a kollégiumba, be kellett jelentkeznie egy budapesti lakcímre. Az 1986-os költözés után már nem volt különleges, hogy vidéki diákok is bekerültek a kollégiumba, de az épület még mindig bezárt péntek délután. Az 1992-es költözés után már többségben voltak a vidéki diákok, és maga a kollégiumi épület, amelynek csak egy részét foglalta el a speciális részleg, a hagyományos részlegek (kollégium) diákjaira való tekintettel már nem zárt be a hétvégékre, de a speciális részleg (szakkollégium) diákjai a hétvégét továbbra is otthon töltötték.
2. A kollégiumba fizikai dolgozók gyermekei nyerhettek felvételt. Mivel a kollégium alapítását a társadalmi mobilitás elősegítése indokolta, ezért ezt a szabályt is komolyan vették az alapítást követő években.[3] Ha nem volt egyértelmű, hogy fizikai dolgozó a szülő, akkor erről igazolást kértek a munkáltatótól. A kollégium magas beiskolázási számai miatt az igazgatónak gyakran volt konfliktusa pártfunkcionáriusokkal, akik szerették volna a gyereküket bejuttatni a kollégiumba.[7]
A rendszerváltás után ez a szempont megszűnt, már nem számított a szülők foglalkozása, munkaköre.
3. A kollégiumnak csak olyan diák lehetett a lakója, aki egyetemre készült.[2] Ez volt a legfontosabb specialitása a kollégiumnak. Más kollégiumtól eltérően itt nem a lakhatás volt a fő funkció, mivel a diákok budapestiek voltak, hanem az egyetemi felvételire való felkészítés. Ebbe az irányba mutatott a kollégium pedagógiai programja és értékelési rendszere is. Ez a specialitása fennállása alatt végig megmaradt, és aki nem akart a felsőoktatásban továbbtanulni, vagy az eredményei alapján a kollégium vezetése nem tartotta erre esélyesnek, annak el kellett hagynia az intézményt.

Pedagógiai módszereiben is különleges volt a kollégium, melyek szűkebb értelemben egy sikeres egyetemi felvételt, tágabb értelemben az értelmiségi létre való felkészülést célozták meg.
1. Értékelési és ösztönző rendszere. A diákok teljesítményének értékelése többször változott a fennállása során, de abban mindegyik változat megegyezett, hogy az iskolai eredményeken, azon belül pedig súlyozottan a felvételi tárgyakban elért osztályzatokon alapult, de befolyásolta a kollégiumban végzett tanulmányi és közösségi munka is. Az értékelési rendszer mindegyik változatában szorosan kapcsolódott az ösztönzési rendszerhez is. Az értékelési rendszerben elért kategória határozta meg, hogy ki mennyi kimenőt kaphatott[3], és a Fővárosi Tanácstól kapott külön engedéllyel bevezették az ún. "szülői" ösztöndíjat is.[7] Ennek lényege az volt, hogy a diák a családjában egy főre jutó jövedelem felét kitevő összeget fizetett be minden hónapban a kollégium részére, azonban az értékelési rendszer szerint megszerzett kategóriája alapján ennek egy részét - minél magasabb kategóriát ért el, annál nagyobb részét - egy összegben kézhez kapta a tanév végén.
2. Szakkörök. Az egyetemi felvételire való felkészítés legfontosabb eszközei a szakkörök voltak, amelyeket vagy a kollégium tanárai, vagy külső óraadók, időnként felsőbb éves kollégisták tartottak. Ezek igazodtak a felvételi tantárgyakhoz, és ezért minden diáknak kötelező volt legalább kettőn részt venni.[3] Rendszerint az iskolai anyag elmélyítésére, kiegészítésére törekedtek, ritkábban volt korrepetálás jellegük. A szakköri anyagból rendszeresen volt számonkérés, melynek eredménye hatással volt a diák kollégiumi értékelésére.
3. Önképzőkörök. A kollégium vezetése ösztönözte és anyagilag is támogatta, hogy az egy-egy szakterület iránt mélyebben érdeklődő diákok alakítsanak olyan klubokat, köröket, amelyeket ők maguk vezettek, megtervezve és megszervezve saját munkájukat. A támogatás feltétele az volt, hogy tevékenységükről naplót vezessenek. A fennmaradt naplók alapján elmondható, hogy az önképzőkörök többségében magas színvonalú szakmai munka folyt.
4. Pályázatok. A kollégium vezetése minden tanévben kétszer pályázatot hirdetett, melyhez pénzdíjakat is rendelt. Az őszi pályázatot rendszerint irodalmi jellegű alkotásokra írták ki, míg a tavaszi pályázatra főleg szakmai anyagokat vártak. Ez utóbbiaknál értékelési szempont volt a tudományos igényű feldolgozása a témának, és a pályaművek bírálatára gyakran külső szakértőket kértek fel.
5. Egyéni korrepetálások, felkészítések. A kollégium szaktanárai, amellett, hogy meghatározott rendben és időben szakköröket tartottak a szakirányuknak megfelelően, lényegében bármikor a diákok rendelkezésére álltak, hogy segítsenek nekik a tanulásban, házi feladatuk elkészítésében vagy tanulmányi versenyekre való felkészülésükben. De emeletenként a felsőbb éves diákok közül tantárgyi szakértőket is kijelöltek, akikhez ugyancsak bármikor lehetett fordulni, amikor valaki elakadt a tanulásban. Ezenkívül a diákok közötti spontán korrepetálás, segítségnyújtás is bevett szokás volt.

## Diákélet
A kollégiumban alapításától fogva működött diáktanács. Tagjai 1984-ig a szobaközösségek vezetői, kollégiumi szóhasználatban a szobafőnökök voltak. A diáktanács titkárát maguk közül szavazással választották ki, de a gyakorlatban csak az igazgató állíthatott jelöltet, akire szavazhattak a tagok. 1984. március 12-én tartották a diáktanács tagjainak és titkárának első általános és titkos választását a kollégiumban. Ezt követően minden évben ezzel a módszerrel választották meg a diákönkormányzatot. A testület üléseit az első időszakban egy erre kijelölt nevelőtanár vagy az igazgató elnökölte, akinek vétójoga volt a diáktanács döntéseivel kapcsolatban. Később az igazgató és a nevelőtanárok csak meghívottként vehettek részt a diáktanács ülésein. A diáktanácsnak széles körű jogosultságai voltak a kollégium működése során. A diákság képviseletében javaslattételi joga volt a működési szabályzatra és a házirendre, véleményezési joga volt fegyelmi ügyekben, döntési joga volt a számára biztosított források elosztásáról, a kollégiumi programok, kirándulások megszervezéséről, a szobabeosztásokról. 
Az 1973-74-es tanévben szocialista felajánlásként indult az ún. közmunka rendszere, amely később az értékelési rendszer egyik pillérévé vált. Ennek lényege az volt, hogy a diákok munkát vállaltak különféle vállalatoknál, és az ebből származó jövedelmet felajánlották a kollégium javára. Ezt eleinte a kollégium szervezte a diákok számára a tanév során, majd egyre nagyobb részét ki lehetett váltani saját szervezésű nyári munkával. Senkit nem köteleztek munkára, de ha nem teljesült a normaként meghatározott munkaóra, az negatívan hatott az értékelési kategóriára: kevesebb kimenőt és kevesebb szülői ösztöndíjat jelentett. A közmunka rendszere az 1986-os összevonással szűnt meg. 
Az 1968–69-es tanévben vezették be a diákbank nevű közösségi kasszát. Az intézmény hivatalos költségvetésétől független pénzalap bevételeit az első években önkéntes, de elvárt befizetések jelentették, később a közmunkával keresett összegekkel gazdálkodhatott. Az alap felhasználásáért a diáktanács volt felelős, döntései alapján ebből finanszírozták a pályázatok pénzdíjait, a rendezvények, kirándulások költségeit, a színház- és uszodabérleteket, a klubok, önképzőkörök anyagigényeit, elektronikai és sporteszközök vásárlását. Sőt, az első években klasszikus pénzintézeti funkciókat is ellátott: előre meghatározott feltételekkel lehetett kölcsönt felvenni a diákbankból. A közmunka rendszerének megszűnésével csökkent a jelentősége, de sosem szűnt meg teljesen. Alkalmi bevételekből továbbra is finanszírozta a kollégiumi kirándulásokat. 
A rendezvények közül kiemelendő a honfoglaló ünnepély. Az elnevezés Somos Ágnestől, a Magyar Ifjúság újságírójától származik, aki a kollégium megnyitásáról írt cikkében honfoglalóknak nevezte a december 11-én, azaz Árpád napján beköltöző diákokat. Ezért a kollégium minden évben december közepén "születésnapi" ünnepélyt tartott, melyen vidám műsort adtak diákok és tanárok. 1992-től, amikor a kollégium már csak speciális részlege volt egy nagy intézménynek, a honfoglaló az egész intézmény által megtartott Kolihét részévé vált.
A kollégium diákjai, bár az intézménynek 1992-ig nem volt sem tornaterme, sem sportpályája, a kezdetektől fogva élénk sportéletet éltek. Ezt 1975-ben intézményesítették, amikor megalakult a SPOK, azaz a kollégium sportköre. Az első számú sportág a labdarúgás volt, de kosárlabdázni, futni, úszni is eljártak a diákok, házon belül pedig az asztalitenisz, a kondizás és a sakk dívott. Voltak időszakok, amikor a kollégiumban karate és kungfu edzések is zajlottak. A Rátz László utcai épület már jól el volt látva sportpályákkal is, ott a korábbi sportágak mellé felsorakozott a tenisz is. A kollégium rendszeresen részt vett a kollégiumok közötti sportversenyeken, és kis létszáma, valamint sajátos profilja ellenére számos értékes helyezést ért el. 
A kollégium kulturális életét 1968-tól a Padlás Klub, majd az 1976-os indulását követően a fenntartói engedély alapján működő Ifjúsági Klub szervezte. A házon belüli programok túlnyomó részének a diákok által kialakított, többször felújított, és rendszeresen karbantartott padlásklub adott otthont a Keleti Károly utcai épületben, ahol rendszeresek voltak a TIT előadások, műveltségi vetélkedők, klubestek és a közös tv-nézések. A házon kívüli programok közül a színházi előadások voltak a leggyakoribbak, de kiállításokra, hangversenyekre, városismereti sétákra is gyakran jártak a diákok. 

## Igazgatók
- Materényi Jenő (1967–1983)
- Raiz Ivánné (1983–1986)
- Lovas Sándor (1986–1989)
- Gudenus László (1989–1994)
- Ringhofer Ervin (1994–2000)
- Völgyesi József (2000–2001)
- Tóth Sándorné (2001–2013)
- Benkő Beáta (2013–2017)

## Az intézményhez kötődő híres személyek
- Füredi Zoltán matematikus, egyetemi tanár, akadémikus (diák 1968 és 1972 között)
- Bari Árpád festőművész, orvos (diák 1969 és 1971 között)
- Izsó Ignác labdarúgó, ügyvéd (diák 1970 és 1972 között)
- Szabó G. Zoltán irodalomtörténész, kritikus (nevelőtanár 1970 és 1972 között)
- Kiss Imre múzeumigazgató, az Illatos kert (wd) magyarra fordítója (diák 1970 és 1974 között)
- Altbacker Vilmos etológus, az MTA doktora (diák 1971 és 1975 között)
- Jelisztratov Szergej gyerekszínész, lemezlovas (diák 1973 és 1975 között)
- Cserna Antal színész, rendező (diák 1977 és 1979 között)
- Röhrig Géza színész, író, költő, zenész (diák 1981 és 1982 között)
- Takács Zoltán (wd) herpetológus (diák 1982 és 1986 között)
- Xeravits Géza teológus (diák 1985 és 1986 között)
- Peer Krisztián költő, forgatókönyvíró, dramaturg (diák 1988 és 1989 között)
- Szilágyi Csenge színésznő (diák 2002 és 2008 között)